# Cabuyao
Cabuyao (trong tiếng Filipino: Bayan ng Kabuyaw) là một đô thị hạng 1 ở tỉnh Laguna, Philippines. Theo điều tra dân số năm 2007 của Philipin, đô thị này có dân số 205.376 người.

## Các đơn vị hành chính
Cabuyao được chia ra 18 barangay.
| - Baclaran - Banay-Banay - Banlic - Bigaa - Butong - Casile - Diezmo - Gulod | - Mamatid - Marinig - Niugan - Pittland - Pulo - Sala - San Isidro | - Barangay I Poblacion - Barangay II Poblacion - Barangay III Poblacion |